# Aladino (film)
Aladino (Aladdin) è un film d'animazione direct-to-video del 1992 diretto da Masazaku Higuchi e Chinami Namba e prodotto dalla American Film Investment Corporation, tratto dal celebre racconto de Le mille e una notte nella traduzione di Antoine Galland.
Il mediometraggio fa parte di una collana di film basati su fiabe classiche e fu probabilmente realizzato per capitalizzare sull'imminente uscita di Aladdin della Disney, tratto dal medesimo soggetto, che sarebbe uscito nei cinema sette mesi dopo.
Negli Stati Uniti venne distribuito in VHS il 27 aprile 1992 dalla Trimark e poi dalla GoodTimes Home Video; in Italia nel 1993 dalla Stardust.

## Trama
Un giovane di nome Aladino vive miseramente con sua madre. Uno strano uomo di nome Hassim avvicina Aladino affermando di essere suo zio e lo convince a intraprendere con lui un viaggio promettendogli ricchezze. Una volta nel deserto tra alcune rovine, Hassim apre una grotta con un incantesimo e Aladino si rende conto che l'uomo non è suo zio. Hassim lo ha condotto fin lì solo perché è l'unico che può entrare nella caverna. Aladino è costretto ad entrare nella grotta e trova ciò che Hassim stava cercando: una vecchia lampada. Temendo che Hassim lo ucciderà dopo aver ottenuto ciò che vuole, Aladino si rifiuta di consegnargli la lampada e Hassim chiude la caverna intrappolando il ragazzo. Inconsapevolmente Aladino strofina la lampada e libera un potente genio che può esaudire qualsiasi desiderio. Il giovane esprime il desiderio di tornare a casa sua. Dopo che Aladino è tornato, sua madre, temendo il potere della lampada, gli ordina di nasconderla e di non parlarne con nessuno.
Quattro anni dopo, Aladino incuriosito da Layla, la figlia del Sultano, si intrufola nei bagni pubblici per vederla. Aladino sfugge alle guardie e torna a casa per raccontare a sua madre del suo desiderio di sposare la principessa. Il giorno successivo, la madre di Aladino presenta al sultano un sacco pieno di gioielli, che il ragazzo ha trovato nella grotta. Il visir del sultano (che ha intenzione di sposare la principessa) convince il sultano che sua figlia vale più dei gioielli e che Aladino dovrebbe portare maggiori ricchezze e numerosi servi. Con l'aiuto della lampada, Aladino esaudisce la richiesta. Il sultano permette ad Aladino di sposare Layla e il giovane fa costruire al genio un palazzo vicino alla città, nel quale la coppia sposata potrà vivere serenamente. Hassim viene a sapere da Fatima, la donna delle medicine, della fortuna che Aladino ha ricevuto grazie alla lampada.
Hassim si reca al palazzo di Aladino. Mentre il ragazzo è a caccia, Hassim convince Layla a scambiare la lampada magica con una nuova ed esprime il desiderio che il palazzo e la principessa vengano trasportati a Marrakech. Saputo della scomparsa di sua figlia, il sultano fa arrestare Aladino. Prima che Aladino possa essere condannato, Fatima (che non ha ottenuto la sua parte di ricompensa da Hassim) arriva a corte e rivela dove si trova Layla. Con sua madre tenuta in ostaggio dal sultano e un mese di tempo per rimettere le cose a posto, Aladino si reca a Marrakech, si intrufola nel suo palazzo e ruba la lampada mentre Hassim dorme. Tornato in possesso della lampada, Aladino desidera che sua moglie e il suo palazzo ritornino nel loro paese d’origine. Hassim scopre la fuga e giura vendetta. L'uomo minaccia Fatima e le ruba i vestiti travestendosi da lei, quindi invita la principessa (ora in dolce attesa) a chiedere ad Aladino di desiderare che l'uovo del leggendario uccello Roc porti loro fortuna. Il genio non è in grado di esaudire questo desiderio poiché il Roc ha poteri superiori ai suoi e rivela che Fatima è in realtà Hassim. Aladino si finge malato per attirare Hassim. Aladino e Hassim iniziano quindi un duello. Hassim inciampa nella sua tunica e finisce accidentalmente impalato dalla sua stessa spada, uccidendosi. Aladino e la principessa vivono quindi felici e contenti senza il timore che qualcuno possa nuovamente rubare la lampada.

## Colonna sonora
- Rub the Lamp e Rub the Lamp (ripresa)  parole e musica di Richard Hurwitz e John Arrias per Eensy Weensy Productions
- Clair De Lune di Claude Debussy
- Il carnevale degli animali (Aquarium) di Camille Saint-Saëns

## Causa con la Disney
Poco dopo l'uscita della VHS della GoodTimes, la Walt Disney Company intentò una causa giudiziaria per concorrenza sleale, sostenendo che l'illustrazione presente sulla copertina della VHS GoodTimes imitasse deliberatamente lo stile delle immagini utilizzate dalla Disney per promuovere Aladdin, ingannando così i fruitori nel far loro credere di acquistare il film Disney (all'epoca ancora inedito in VHS). Tuttavia, un tribunale federale respinse la causa sulla base del fatto che la storia di Aladino fosse un'opera di pubblico dominio e che la VHS GoodTimes (raffigurante un enorme genio baffuto color carne) fosse sufficientemente distinguibile dalle immagini promozionali Disney (ritraenti l'enorme genio blu senza baffi).